# فيراري پي
فيراري پي (بالإيطالية: Ferrari P)‏ ،وظهرت سيارة فيراري پي في فترة الستينات من القرن العشرين، وهي نموذج للسيارات الرياضية التي أنتجها شركة فيراري الإيطالية.

## أنواعها
تنوعت أشكال وتصاميم السيارة الرياضية فيراري پي لعدة أنواع، وهي :

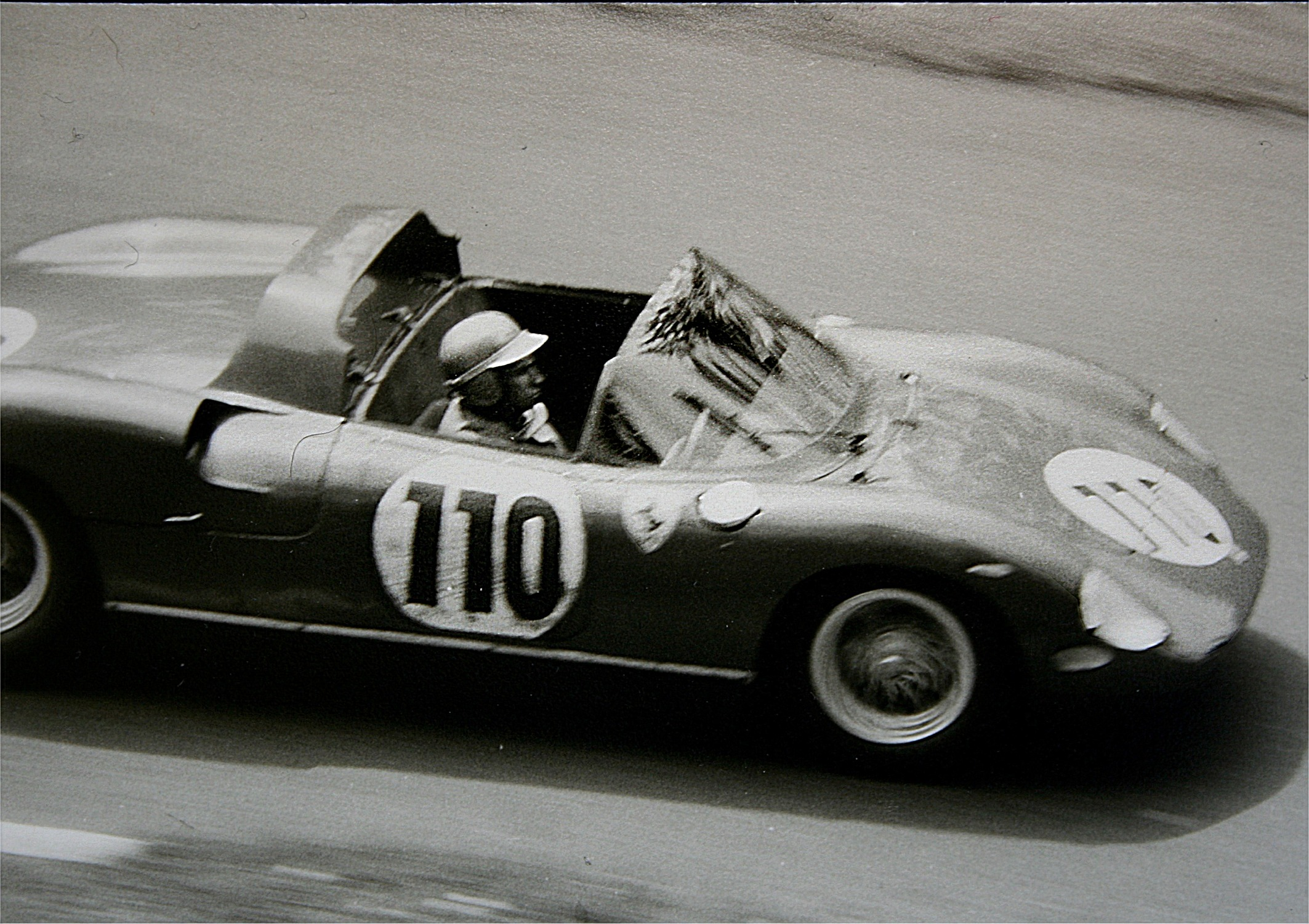
سيارة فيراري پي عام 1963

• 250 پي
• 205 پي 2
• 330 پي 2 
• 330 پي 3 
• 412 پي 3
• 330 پي 3 وپي 4
وغيرها.

## مصدر
1. ↑  Katya Kazakina (22 نوفمبر 2013). "Ferrari 250 LM Sells for Record $14.3 Million in New York". Bloomberg. مؤرشف من الأصل في 2015-01-12.
2. ↑  "1964  Ferrari 250 LM  by Carrozzeria Scaglietti". RM Auctions. مؤرشف من الأصل في 2016-08-26.

## وصلات خارجية
- Ferrari pages: 250 P, 330 P, 250 LM, 275 P, 275 P2, 330 P2, 365 P, 330 P3, 330 P4, 412 P, 312 P, 512 S, 512 M, 312 P (1971), 512 BB LM